# Saue-Putla
Saue-Putla is een plaats in de Estlandse gemeente Saaremaa, provincie Saaremaa. De plaats heeft de status van dorp (Estisch: küla) en telt 43 inwoners (2021).
Tot in oktober 2017 behoorde Saue-Putla tot de gemeente Pihtla. In die maand ging Pihtla op in de fusiegemeente Saaremaa.
‘Saue’ is afgeleid van sau, ‘klei’. Een van de buurdorpen heet Liiva-Putla; liiv betekent ‘zand’. Het ene dorp ligt op kleigrond; het andere op zandgrond.
De plaats ligt aan de Tugimaantee 79, de secundaire weg van Upa naar Leisi.

## Geschiedenis
(Saue-)Putla werd voor het eerst genoemd in 1453 onder de naam Hans Kulnasmo is tho Puthekull eyn bur, een boerderij. In 1592 werd de plaats onder de naam Putkull vermeld als dorp. Vanaf het midden van de 18e eeuw lag het op het landgoed van Laadjala. In 1922 werd het dorp gesplitst in Liiva-Putla en Saue-Putla.
In 1977 werden de dorpen Liiva-Putla, Saue-Putla, Sepa en Mustla samengevoegd tot één dorp met de naam Putla. In 1997 werd Putla weer gesplitst in vier afzonderlijke dorpen.